# Флорень (Аненій-Нойський район)
Флорень (рум. Floreni) — село в Аненій-Нойському районі Молдови. Утворює окрему комуну.

## Населення
За даними перепису населення 2004 року у селі проживали 3713 осіб.
Національний склад населення села:
| Національність       | Кількість осіб | Відсоток   |
| -------------------- | -------------- | ---------- |
| молдавани румуни     | 3330 26        | 89,7% 0,7% |
| росіяни              | 176            | 4,7%       |
| українці             | 139            | 3,7%       |
| болгари              | 19             | 0,5%       |
| гагаузи              | 7              | 0,2%       |
| цигани               | 2              | 0,1%       |
| інша / без відповіді | 14             | 0,4%       |
| Всього               | 3713           | 100%       |

## Відомі особистості
В поселенні народився:
- Валеріу Мунтяну (* 1980) — молдавський політик.